# Prima Categoria Sardegna 1959-1960
Il campionato di calcio di Prima Categoria 1959-1960 è stato il massimo livello dilettantistico di quell'annata. A carattere regionale, fu il primo con questo nome dopo la riforma voluta da Zauli del 1958.
I campioni regionali venivano promossi in Serie D, mentre ogni altro dettaglio organizzativo era stato devoluto al Comitato Regionale Sardo per la regione Sardegna.

## Squadre partecipanti
| Club                    | Città                  | Stagione 1958-1959 |
| ----------------------- | ---------------------- | ------------------ |
| Pol. Alghero            | Alghero (SS)           |                    |
| U.S. Arborea            | Arborea (CA)           |                    |
| U.S. Arbus              | Arbus (CA)             |                    |
| S.S. Attilia            | Nuoro                  |                    |
| S.S. Berchidda          | Berchidda (SS)         |                    |
| F.C. Calangianus        | Calangianus (SS)       |                    |
| S.S. Carloforte         | Carloforte (CA)        |                    |
| Pol. Gennargentu Pacini | Cagliari               |                    |
| Pol. Ilvarsenal         | La Maddalena (SS)      |                    |
| A.S. Macomer            | Macomer (NU)           |                    |
| S.S. Oschirese          | Oschiri (SS)           |                    |
| S.C. Ozierese           | Ozieri (SS)            |                    |
| S.S. Quartu             | Quartu Sant'Elena (CA) |                    |
| U.S. Sant'Antioco       | Sant'Antioco (CA)      |                    |
| S.S. Tavolara           | Olbia (SS)             |                    |
| Pol. Tharros            | Oristano (CA)          |                    |

## Classifica finale
|  | Pos. | Squadra            | Pt    | G   | V | N | P | GF | GS | DR |
|  | ---- | ------------------ | ----- | --- | - | - | - | -- | -- | -- |
|  | 1.   | Calangianus        | 44    | 28  |   |   |   |    |    |    |
|  | 2.   | Ilvamaddalena      | 43    | 28  |   |   |   |    |    |    |
|  | 3.   | Ozierese           | 37    | 28  |   |   |   |    |    |    |
|  | 4.   | Arborea            | 36    | 28  |   |   |   |    |    |    |
|  | 5.   | Arbus              | 34    | 28  |   |   |   |    |    |    |
|  | 6.   | Sant'Elena         | 34    | 28  |   |   |   |    |    |    |
|  | 7.   | Alghero            | 29    | 28  |   |   |   |    |    |    |
|  | 8.   | Carloforte         | 29    | 28  |   |   |   |    |    |    |
|  | 9.   | Sant'Antioco       | 27    | 28  |   |   |   |    |    |    |
|  | 10.  | Attilia            | 27    | 28  |   |   |   |    |    |    |
|  | 11.  | Tharros            | 23    | 28  |   |   |   |    |    |    |
|  | 12.  | Berchidda          | 22    | 28  |   |   |   |    |    |    |
|  | 13.  | Tavolara           | 16    | 28  |   |   |   |    |    |    |
|  | 14.  | Macomer            | 15    | 28  |   |   |   |    |    |    |
|  | 15.  | Oschirese          | 9     | 28  |   |   |   |    |    |    |
|  | --.  | Gennargentu Pacini | --    | --  |   |   |   |    |    |    |
|  |      |                    | 425 ? | 420 |   |   |   |    |    |    |

Legenda:

      Promosso in Serie D . Ammesso alle finali nazionali.
      Retrocesso in Seconda Categoria.
Note:

Due punti a vittoria, uno a pareggio, zero a sconfitta.